# Château de Mont-Saint-Martin
Le château de Mont-Saint-Martin est un château situé à Mont-Saint-Martin, en France.

## Localisation
Le château est situé sur la commune de Mont-Saint-Martin, dans le département de l'Aisne.

## Historique
Le monument est inscrit au titre des monuments historiques en 1927.